# Чу Вон
Чу Вон (кор. 주원, ім'я при народженні Мун Джун Вон, кор. 문준원, 文晙原, нар. 30 вересня 1987, Сеул, Республіка Корея) — південнокорейський актор. Найбільш відомий ролями у популярних драматичних телесеріалах як «Хліб, любов та мрії», «Весільна маска» та «Добрий лікар».

## Біографія
Мун Чун Вон народився у столиці Південної Кореї, місті Сеул. Розпочавши свою кар'єру актора у 2007 році взяв псевдонім Чу Вон. Першою драмою в які знімався Чу Вон, став серіал «Хліб, кохання і мрії» 2010 року де він грав антагоніста до головного героя Кім Текгу. Завдяки високим рейтінгам драми, що сягнули майже 50 %, одразу став популярним актором. Наступного року за зйомки у серіалі «Сім'я О Чакгю» отримав нагороди як найкращий молодий актор. Ролі у всіх наступних серіалах також принесли йому нагороди та підняли популярність. З травня 2017 року актор проходить обов'язкову для всіх чоловіків у Кореї військову службу у Збройних силах Республіки Корея.

## Фільмографія

### Телевізійні серіали
| Рік        | Назва                              | Роль                                      | Мережа |
| ---------- | ---------------------------------- | ----------------------------------------- | ------ |
| 2010       | «Хліб, кохання і мрії»             | Ку Маджун / Со Теджо                      | KBS 2  |
| 2011- 2012 | «Сім'я О Чакгю»                    | Хван Техі                                 | KBS 2  |
| 2012       | «Весільна маска»                   | Лі Ганто / Сато Хіроші / «Весільна маска» | KBS 2  |
| 2013       | «Сьомий клас державного службовця» | Хан Гільро / Хан Пільхун                  | MBC    |
| 2013       | «Добрий лікар»                     | Пак Шион                                  | KBS 2  |
| 2014       | «Naeil's Cantabile»                | Ча Юджін                                  | KBS 2  |
| 2015       | «Йонг Паль»                        | Кім Техун                                 | SBS    |
| 2017       | «My Sassy Girl»                    | Кюн Ву                                    | SBS    |
| 2020       | «Аліса»                            | Пак Чін Ґьом                              | SBS    |

### Фільми
| Рік  | Назва                 | Роль       |
| ---- | --------------------- | ---------- |
| 2011 | «S.I.U.»              | Кім Хорьон |
| 2012 | «Не клацайте»         | Чун Хьок   |
| 2013 | «Украсти моє серце»   | Лі Хоте    |
| 2014 | «Король моди»         | Ву кімюнг  |
| 2015 | «Фатальна інтуіція»   | Чанг Ву    |
| 2016 | «Солодкі шістнадцять» | Кью Вейран |

## Нагороди
| Рік  | Нагорода                                        | Категорія                                                   | Робота                             | Результат | Прим.  |
| ---- | ----------------------------------------------- | ----------------------------------------------------------- | ---------------------------------- | --------- | ------ |
| 2010 | 24-та Премія KBS драма                          | Найкращий молодий актор                                     | «Хліб, кохання і мрії»             | Номінація |        |
| 2011 | Премія азійського модельного фестивалю          | Спеціальна нагорода Найкраща нова модель                    |                                    | Перемога  | [ 3 ]  |
| 2011 | 25-та Премія KBS драма                          | Найкращий молодий актор                                     | «Сім'я О Чакгю»                    | Перемога  | [ 4 ]  |
| 2012 | 48-ма Премія Пексан                             | Найкращий новий актор телесеріалу                           | «Сім'я О Чакгю»                    | Перемога  | [ 5 ]  |
| 2012 | 48-ма Премія Пексан                             | Найкращий новий актор фільму                                | S.I.U.                             | Номінація | [ 5 ]  |
| 2012 | 21-ша Кінопремія Buil                           | Найкращий новий актор                                       | S.I.U.                             | Номінація |        |
| 2012 | Премія розваг KBS                               | Найкращий новий ведучій шоу                                 | Два дні та одна ніч                | Перемога  | [ 6 ]  |
| 2012 | 20-та корейська премія культури та розваг       | Найкращий актор                                             | «Весільна маска»                   | Номінація |        |
| 2012 | 1-ша премія зірок K-драми                       | Кращий актор                                                | «Весільна маска»                   | Номінація |        |
| 2012 | 26-та Премія KBS драма                          | Найкращий актор                                             | «Весільна маска»                   | Номінація | [ 7 ]  |
| 2012 | 26-та Премія KBS драма                          | Найкращий актор серіалу                                     | «Весільна маска»                   | Перемога  | [ 7 ]  |
| 2012 | 26-та Премія KBS драма                          | Нагорода за популярність                                    | «Весільна маска»                   | Перемога  | [ 7 ]  |
| 2013 | 6-та Премія корейської драми                    | Найкращий актор                                             | «Добрий лікар»                     | Номінація |        |
| 2013 | 2-га Зіркова премія APAN                        | Найкращий актор                                             | «Добрий лікар»                     | Номінація |        |
| 2013 | 27-ма Премія KBS драма                          | Найкращий актор                                             | «Добрий лікар»                     | Перемога  | [ 8 ]  |
| 2013 | 27-ма Премія KBS драма                          | Найкращий актор середньотривалого серіалу                   | «Добрий лікар»                     | Номінація | [ 8 ]  |
| 2013 | 27-ма Премія KBS драма                          | Премія продюсерів (вибір продюсерів KBS, SBS & MBC)         | «Добрий лікар»                     | Перемога  | [ 8 ]  |
| 2013 | 27-ма Премія KBS драма                          | Netizens' нагорода                                          | «Добрий лікар»                     | Перемога  | [ 8 ]  |
| 2013 | 27-ма Премія KBS драма                          | Найкраща пара у серіалі разом з Мун Чхе Вон                 | «Добрий лікар»                     | Перемога  | [ 8 ]  |
| 2013 | Премія MBC драма                                | Найкращий актор мінісеріалу                                 | «Сьомий клас державного службовця» | Перемога  | [ 9 ]  |
| 2014 | 26-та Премія корейських продюсерів та режисерів | Найкращий виконавиць                                        | «Добрий лікар»                     | Перемога  | [ 10 ] |
| 2014 | 50-та Премія Пексан                             | Найкращий актор телебачення                                 | «Добрий лікар»                     | Номінація |        |
| 2014 | 9-та Сеульська премія міжнародної драми         | Видатний корейський актор                                   | «Добрий лікар»                     | Номінація |        |
| 2014 | 9-та Сеульська премія міжнародної драми         | Премія «Народний вибір»                                     | «Добрий лікар»                     | Номінація |        |
| 2014 | 28-ма Премія KBS драма                          | Найкращий актор мінісеріалу                                 | «Naeil's Cantabile»                | Номінація | [ 11 ] |
| 2014 | 28-ма Премія KBS драма                          | Популярний актор                                            | «Naeil's Cantabile»                | Перемога  | [ 11 ] |
| 2015 | 8-ма Премія корейської драми                    | Великий приз                                                | «Йонг Паль»                        | Номінація |        |
| 2015 | 4-та Зіркова премія APAN                        | Найкращий актор мінісеріалу                                 | «Naeil's Cantabile», «Йонг Паль»   | Номінація |        |
| 2015 | Премія SBS (2015)                               | Великий приз (Daesang)                                      | «Йонг Паль»                        | Перемога  | [ 12 ] |
| 2015 | Премія SBS (2015)                               | Найкращий актор мінісеріалу                                 | «Йонг Паль»                        | Номінація | [ 12 ] |
| 2015 | Премія SBS (2015)                               | Топ 10 зірок                                                | «Йонг Паль»                        | Перемога  | [ 12 ] |
| 2015 | Премія SBS (2015)                               | Китайська премія Інтернет популярності                      | «Йонг Паль»                        | Перемога  | [ 12 ] |
| 2015 | Премія SBS (2015)                               | Найкраща пара у серіалі разом з Кім Те Хі                   | «Йонг Паль»                        | Перемога  | [ 12 ] |
| 2016 | 52-га Премія Пексан                             | Найкращий актор телебачення                                 | «Йонг Паль»                        | Номінація |        |
| 2017 | Премія SBS драма                                | Найкращий актор драм що виходять по понеділках та вівторках | «My Sassy Girl»                    | Номінація |        |